# Inka und Markus Brand

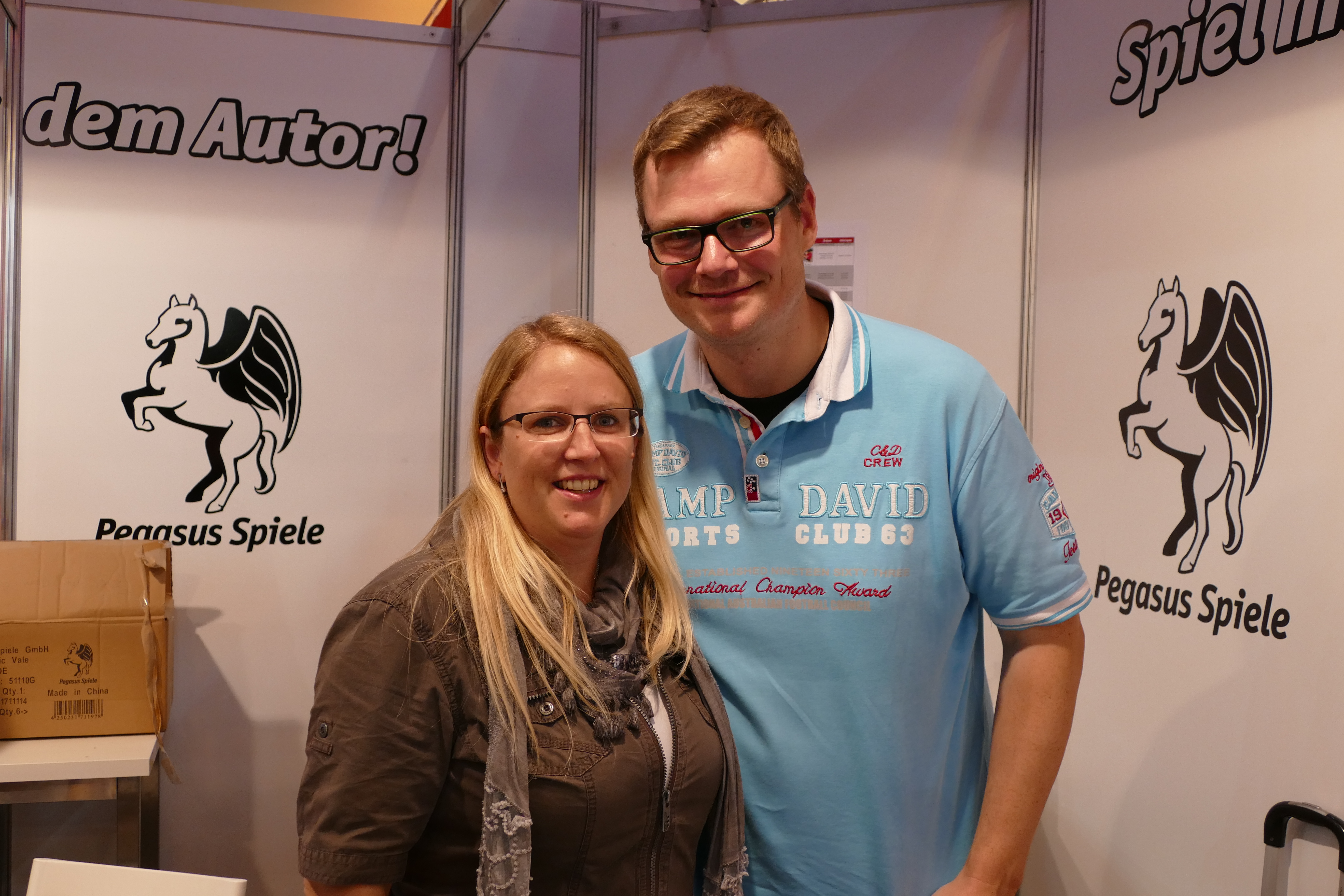
Inka und Markus Brand auf den Internationalen Spieltagen SPIEL 2016

Inka Brand (* 19. März 1977) und Markus Brand (* 1. Oktober 1975) sind ein deutsches Spieleautorenpaar. Seit 2006 wurden über 40 gemeinsam entwickelte Spiele veröffentlicht und mehrere mit verschiedenen Preisen ausgezeichnet.
So erhielten 2009 das Spiel Burg der 1000 Spiegel und 2011 das Spiel Monsterfalle, die beide bei Kosmos veröffentlicht wurden, jeweils den Deutschen Kinderspiele Preis. 2012 wurde das bei Eggertspiele/Pegasus Spiele veröffentlichte Spiel Village von der Jury des Spiel des Jahres als Kennerspiel des Jahres 2012 ausgezeichnet und gewann den Deutschen Spiele Preis 2012. Das bei Drei Magier Spiele veröffentlichte Spiel Der verzauberte Turm wurde 2013 als Kinderspiel des Jahres ausgezeichnet und 2017 wurden die ersten drei Teile der Spieleserie Exit – Das Spiel zum Kennerspiel des Jahres gekürt. Zudem gewann das Paar inzwischen dreimal den von der Hochbegabtenvereinigung Mensa in Deutschland e. V. herausgegebenen MinD-Spielepreis.

## Leben
Inka Brand ist ausgebildete Hotelfachfrau und arbeitete nach der Ausbildung zwei Jahre in einem Hotel. Anschließend war sie in einer Anwaltskanzlei als Sekretärin und im Empfang beschäftigt.
Markus Brand studierte ein Semester Sonderpädagogik und begann anschließend 1997 bei einem Lebensversicherer in Köln eine Ausbildung zum Versicherungskaufmann, die er dann abschloss. Seit 2000 leitet er die Versicherungsagentur seines Vaters, des ehemaligen Handball-Bundestrainers Heiner Brand.
Beide lernten sich 1999 kennen; im selben Jahr testeten sie auf einem Spieleworkshop einen Spiel-Prototyp und beschlossen im Anschluss, ebenfalls Spiele zu entwickeln. Nach mehreren nicht veröffentlichten Prototypen wurde dann 2006 bei Kosmos Das große Dinosaurier-Spiel veröffentlicht, welches den 3. Platz beim Schweizer Spielepreis erhielt. Beim Hippodice-Autorenwettbewerb gewannen sie 2006 mit dem Prototyp von Guatemala Café den 2. Platz und 2007 mit Marburg den 1. Platz. Mittlerweile wurden viele Spiele bei Kosmos, aber auch bei anderen Verlagen veröffentlicht.
Inka und Markus Brand heirateten 2000 und leben und arbeiten gemeinsam mit ihren Kindern Lukas (* 2000) und Emely (* 2002) in Gummersbach. Das von den beiden Kindern erdachte Spiel Mogel Motte wurde von der Spiel-des-Jahres-Jury auf die Empfehlungsliste zum Kinderspiel des Jahres gesetzt und gewann den Deutschen Kinderspiele Preis 2012. 2017 erschien mit dem Spiel Schummel Hummel ein Nachfolger, der auf Mogel Motte aufbaut.

## Auszeichnungen (Auswahl)
- Spiel des Jahres
  - 2008: Fluss der Drachen: Nominiert für Kinderspiel des Jahres
  - 2011: Monsterfalle: Nominiert für Kinderspiel des Jahres
  - 2012: Village: Kennerspiel des Jahres
  - 2013: Der verzauberte Turm: Kinderspiel des Jahres
  - 2017: Exit – Das Spiel: Kennerspiel des Jahres
  - 2017: Word Slam: Spiel des Jahres – Empfehlungsliste
- Deutscher Spiele Preis
  - 2009: Burg der 1000 Spiegel: Deutscher Kinderspiele Preis
  - 2011: Monsterfalle: Deutscher Kinderspiele Preis
  - 2012: Village: Deutscher Spiele Preis
  - 2018: Rajas of the Ganges: Deutscher Spiele Preis, Platz 2
  - 2020: Andor Junior: Deutscher Kinderspiele Preis
- Spiel der Spiele
  - 2009: Burg der 1000 Spiegel: Spiele Hit für Kinder
- TOP 10 Spielzeug
  - 2009: Burg der 1000 Spiegel: TOP 10 Spielzeug
  - 2011: Monsterfalle: Nominiert
- Schweizer Spielepreis
  - 2006: Das große Dinosaurier-Spiel: 3. Platz Familienspiele
- Mensa Preference
  - 2012: Village
- MinD-Spielepreis
  - 2014: Village
  - 2015: La Boca
  - 2018: Word Slam
- Graf Ludo
  - 2009: Burg der 1000 Spiegel: Nominiert für beste Kinderspielgrafik
  - 2011: Monsterfalle: Nominiert für beste Kinderspielgrafik

## Ludographie (Auswahl)
- 2006: Das große Dinosaurier-Spiel (Kosmos)
- 2006: Summertime (Kosmos)
- 2006: Lust auf Ometepe (Ometepe-Projekt Nicaragua)
- 2007: Guatemala Café (Eggertspiele)
- 2007: Der goldene Kompass (Kosmos)
- 2007: Die drei ??? – Das Geheimnis der Geisterinsel (Kosmos)
- 2008: Sternenschweif – Zauberhafte Verwandlung (Kosmos)
- 2008: Fluss der Drachen (Kosmos)
- 2008: Im Schutze der Burg (Eggertspiele)
- 2008: Hirnakrobaten (Spielbox)
- 2009: Der Palast von Eschnapur (Amigo)
- 2009: Shaun das Schaf – Gemüsefußball (Kosmos)
- 2009: Shaun das Schaf – Das Rennen der Lämmer (Kosmos)
- 2009: Shaun das Schaf – Das große Fressen (Kosmos)
- 2009: Die drei ??? – Das verfluchte Schloss – Das Kartenspiel zum Film (Kosmos)
- 2009: Hexe Lili – Hexe Lillis großes Geheimnis (Kosmos)
- 2009: Die drei ??? – Das verfluchte Schloss – Das Bring-Mich-Mit-Spiel zum Film (Kosmos)
- 2009: Burg der 1000 Spiegel (Kosmos)
- 2009: Würfel-Ligretto (Schmidt Spiele)
- 2009: Lauras Stern – Lauras große China-Reise (Amigo)
- 2009: Winx Club – Das magische Turnier (Kosmos)
- 2009: Winx Club – Die gestohlenen Kristalle (Kosmos)
- 2010: Hui Buh – Der verfluchte Geheimgang (Kosmos)
- 2010: Hasenjagd (HABA)
- 2010: Rummelplatz gemeinsam mit Peter Eggert, Philipp El Alaoui, Friedemann Friese, Michael Rieneck, Martin Schlegel, Stefan Stadler und Tobias Stapelfeldt (Eggertspiele)
- 2011: Hui Buh – Die verflixte Gespensterjagd (Kosmos)
- 2011: Geolino – Reise ins Tierreich – Das Mitbringspiel (Kosmos)
- 2011: Geolino – Reise ins Tierreich – Das spannende Entdeckerspiel (Kosmos)
- 2011: Tohuwabohu gemeinsam mit Matthias Prinz (Kosmos)
- 2011: Monsterfalle (Kosmos)
- 2011: Prinzessin Lillifee – Ein Fest für das Einhorn (Die Spiegelburg)
- 2011: Wettlauf auf der Weide (Die Spiegelburg)
- 2011: Eine Herde wilder Pferde (Die Spiegelburg)
- 2011: Was klotzt Du? (HUCH! & friends)
- 2011: Village (Eggertspiele/Pegasus)
- 2012: Der kleine Drache Kokosnuss und das Geheimnis der Mumie (Kosmos)
- 2012: Würfelwurst (Kosmos)
- 2012: T-Rex greift an (Kosmos)
- 2012: Sitz! Platz! Aus! (Kosmos)
- 2012: Der versteckte Schlüssel (HABA)
- 2012: Saint Malo (alea)
- 2013: Stromberg – Das große Bürostuhlrennen (Ravensburger)
- 2013: La Boca (Kosmos)
- 2014: Burgenland (Ravensburger)
- 2016: Noch mal!
- 2016: Word Slam
- 2016: Exit – Das Spiel (Kosmos; Spielserie)
- 2017: Scotland Yard: Das Kartenspiel (Ravensburger)
- 2017: Rajas of the Ganges
- 2018: The rise of Queensdale (Alea / Ravensburger)